# Jákup á Borg
Jákup á Borg (Islas Feroe, Dinamarca, 26 de octubre de 1979) es un jugador feroés. Juega de centrocampista o delantero centro y su equipo actual es el B36 Tórshavn de la Primera División de las Islas Feroe. 

## Trayectoria
En 1996 debutó como defensa en el B36 Tórshavn, aunque más tarde se convertiría en un gran delantero. Sus goles le valieron pruebas con el Liverpool FC y el Watford FC, y en 2003 fichó por el Odense BK danés, aunque volvió a casa después de una temporada sin éxito. En 2004 se fue al HB Tórshavn, club en el que permaneció hasta 2008, cuando volvió al club de su debut. á Borg fue el máximo goleador de la liga faroesa en las temporadas 1998 y 1999.
En 2006 fue elegido jugador del año de la Primera División de las Islas Feroe.

## Selección nacional
á Borg debutó con la Selección de las Islas Feroe en 1998, en un partido contra Bosnia. Desde entonces ha jugado 61 partidos, aunque marcando solo dos goles. Ambos goles fueron en Svangaskarð ante las selecciones de Kazajistán y de Malta, en 2003 y 2004 respectivamente.